# 발레리 지스카르 데스탱
발레리 마리 르네 지스카르 데스탱(프랑스어: Valéry Marie René Giscard d'Estaing, 1926년 2월 2일 ~ 2020년 12월 2일)은 1974년에서 1981년까지 제20대 프랑스의 대통령을 지낸 중도우파 정치인이며 사람들은 가끔 그를 "지스카르" 혹은 "VGE"로 불렀다.
대통령이 되기 전에 그는 프랑스의 재무장관이었다.  그는 1974년 프랑스 대통령 선거에서 투표의 50.8 퍼센트와 함께 승리하였다.  대통령으로서 자신의 세월 동안 그는 프랑스를 근대화시키는 데 많은 변화들을 이루었다.  그는 TGV 고속 열차 같은 큰 프로젝트들을 후원하고 원자력의 이용을 증가시켰다.  그는 또한 파리에서 오르세 박물관 같은 유명한 건물들을 위한 프로젝트들을 시작하였다.
그의 대통령직은 전 세계적인 경제 침체의 이유로 도전들을 향했다.  이 기간은 제2차 세계 대전 후에 번영의 30년 세월이었던 "영광의 30년"의 종말에 특정을 지었다.  그는 또한 엄격한 예산으로 경제를 통제하려고 시도하였다.  1981년 그는 프랑수아 미테랑에게 선거를 패하였다.  전직 대통령으로서 그는 프랑스와 유럽의 정치에 지속적으로 연루되었다.  그는 또한 유럽의 국가들 간 협력의 강한 지지자였다.  그는 94세의 나이로 사망하여 최장수 프랑스 대통령이 되었다.

## 초기 생애와 교육

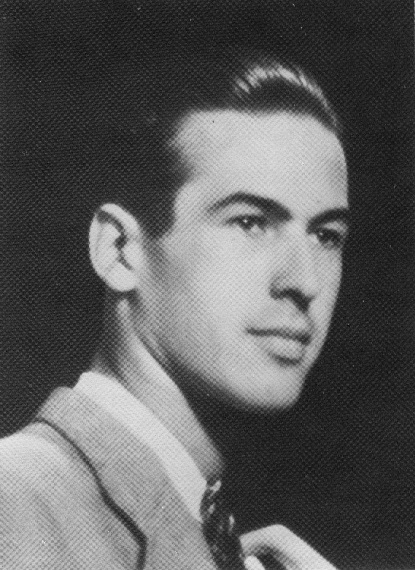
1940년대의 지스카르 데스탱

프랑스의 라인란트 점령이 있었던 동안 독일 코블렌츠에서 태어났다.  그의 부친 장 지스카르 데스탱은 고위급 공무원이었으며 모친은 마르테 바르두였다.
발레리는 누나 실비와 3명의 동생들이 있었다.  그의 가족은 자신들의 이름으로 "데스탱"을 추가했으나 그들은 옛 귀족 데스탱 가문에게 먼 친척일 뿐이었다.
그는 파리에서 유명한 학교들을 포함하여 프랑스에서 몇몇의 학교들을 다녔다.  제2차 세계 대전이 일어난 동안 그는 레지스탕스에 가입하였고, 파리 해방이 있던 동안 중요한 지도자를 보호하는 도움을 주었다.  그러고나서 그는 제1군에 입대하여 전쟁이 끝날 때까지 싸웠다.  자신의 복무로 그는 전쟁 훈장을 받았다.
1948년 그는 캐나다 몬트리올에서 1년간 강의하였고 이후에 2개의 최고 프랑스 학교들 - 에콜 폴리테크니크와 국립행정학교을 졸업하였다.  그는 재정에 매우 능했고 정부의 금융 검사 서비스에 가입하였다.  그는 또한 독일어를 유창하게 했다.

## 정치 경력의 시작

### 정부에서 첫 단계들:1956년-1962년
1956년 지스카르 데스탱은 프랑스 하원으로 선출되었다.  그는 자신의 모친의 가족들이 온 지역 퓌드돔주를 대표하였다.  그는 보수적 정치 단체에 가입하였다.  프랑스 제5공화국이 형성되었을 때 그는 재무장관이 되어 1959년부터 1962년까지 지냈다.

### 드골주의 정당과 함께:1962년-1974년

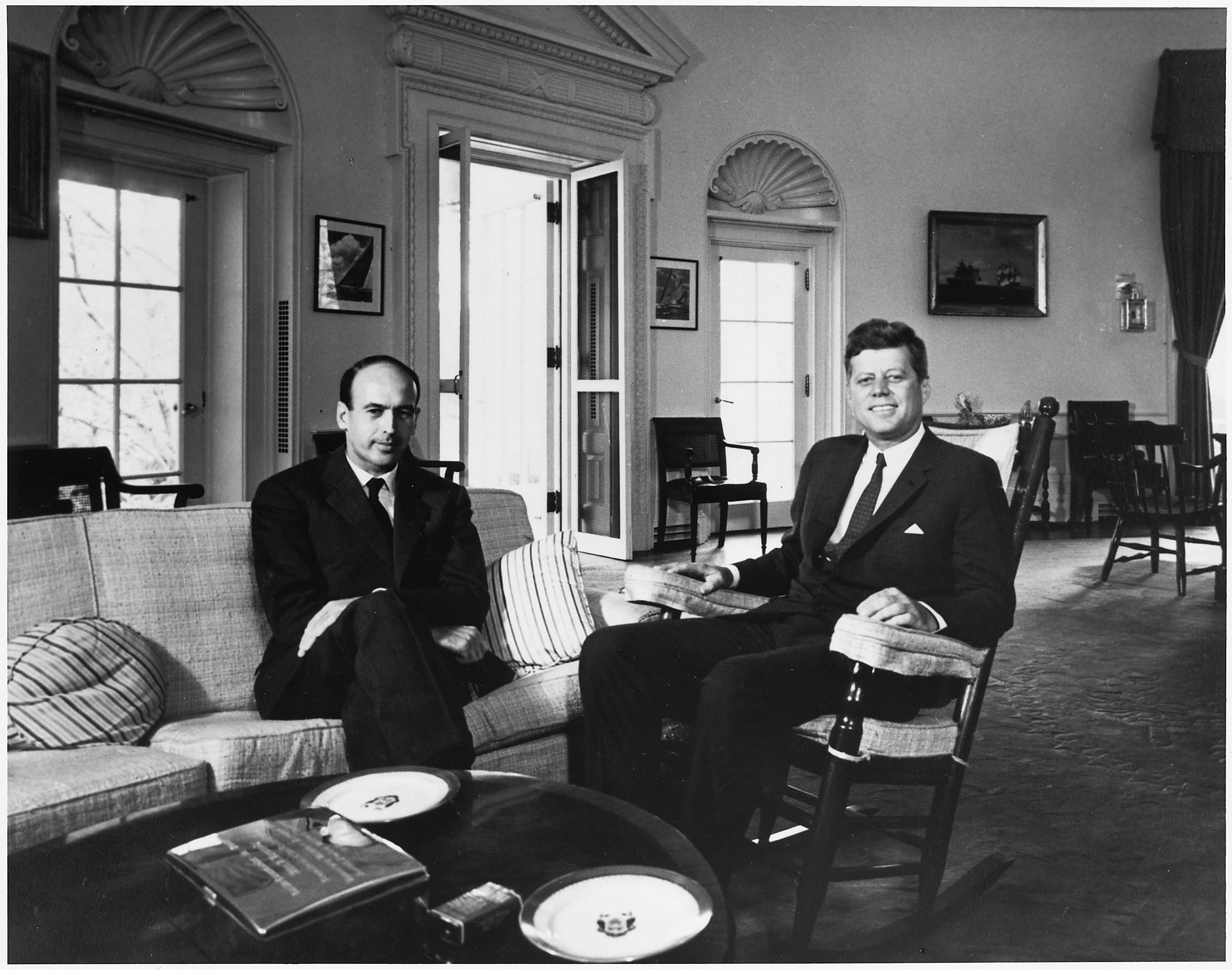
재무장관 시절 백악관에서 케네디 대통령과 함께 (1962년)

1962년 지스카르 데스탱은 경제재정부 장관이 되었다.  그의 정당은 주요 여당이었던 드골주의자들와 동의하지 않았다.  그러나 그는 자신의 역할에 머물기로 뎔정하였으며 그러고나서 자신 소유의 정당 독립공화당 (RI)을 창조하였다.  이 정당은 정부에서 드골주의자들에게 더욱 작은 파트너가 되었다.
1966년 내각으로부터 제거되자 그는 그러고나서 자신의 정당을 독립공화당 전국연맹 (FNRI)으로 바꾸었다.  그는 가끔 샤를 드골 대통령의 정책들과 동의하지 않으면서 "Oui, mais..." (예, 그러나...)고 말했다.
1969년 드골 대통령은 만약 새로운 헌법에 공개 투표가 실패한다면 사임할 것을 계획세웠다.  지스카르 데스탱은 "non" (아니다)으로 투표하는 데 국민들에게 용기를 주었다.  "Non" 투표가 이겼을 때 드골은 사임하였고, 많은 드골주의자들은 이 결과로 지스카르 데스탱에 핑계를 대었다.
하지만 1969년 조르주 퐁피두가 대통령이 된 후, 지스카르 데스탱은 경제재정부 장관으로 복귀하였다.  그는 정치인의 새로운 종류이자 정부 행정부에서 매우 실력적으로 보였다.

### 1974년 대통령 선거
1974년 퐁피두 대통령이 슬프게도 사망한 후, 지스카르 데스탱은 대통령을 위하여 출마하기로 결정하였다.  그의 주요 상대들은 좌익의 프랑수아 미테랑과 전직 드골주의 총리 자크 샤방델마스였다.
다른 드골주의 지도자들은 지스카를 데스탱을 지지하여 그가 미테랑을 꺾는 데 최고의 선택이었다는 것을 믿었다.  선거의 첫 라운드에서 지스카르 데스탱은 미테랑에게 2위로 밀려났으나 샤방델마스를 앞섰다.  5월 20일 최종 라운드에서 지스카르 데스탱은 근소한 차이로 승리하여 투표의 50.7 퍼센트를 얻었다.

## 프랑스의 대통령:1974년-1981년

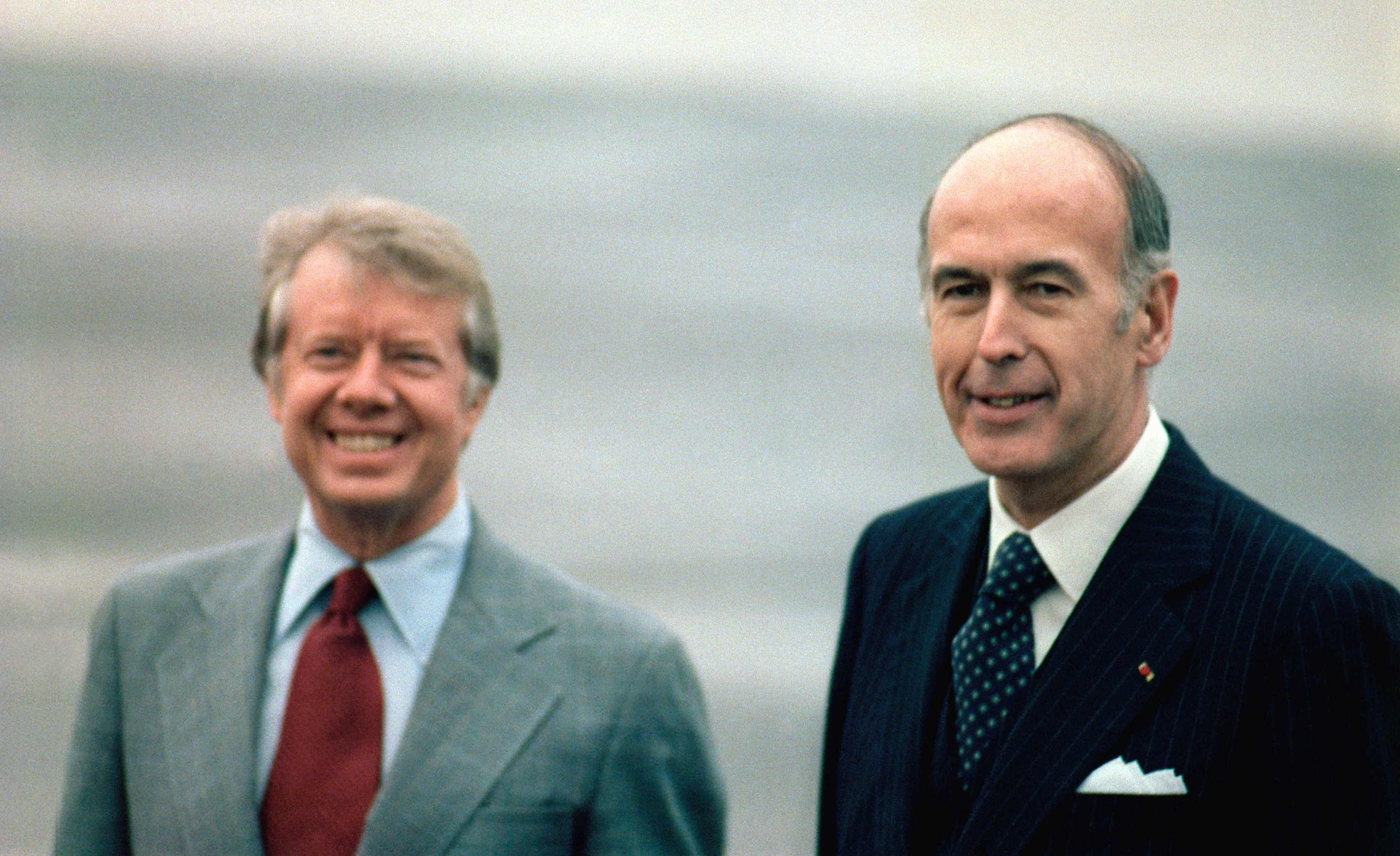
지미 카터 대통령과 지스카르 데스탱 (1978년)

1974년 지스카르 데스탱이 대통령이 되었을 때 그는 48세였다.  이것은 그를 당시 프랑스 역사상 최연소 대통령들 중의 하나로 만들었다.  그는 빠르게 변화들을 만들기 시작했다.  그는 보건부 장관으로서 시몬 베유 같이 여성들을 중요한 정부 직위들로 임명하였다.

### 재정에서 변화들
지스카르 데스탱은 프랑스를 근대화하기를 원했다.  그는 최저임금을 늘이고 가족과 노인들을 위하여 혜택을 개선하였다.  그는 정치적 망명을 구하는 데 더욱 쉽게 만들고 모두를 위하여 보건 보험을 확장시켰다.  그는 또한 투표 나이를 18세로 낮추었고 이혼법을 개정하였다.
그는 TGV 고속 열차 네트워크의 개발을 위하여 추진하였으며 또한 초기의 온라인 서비스 미니텔을 후원하였다.  그는 프랑스를 더욱 많은 에너지 자립으로 만드는 데 원자력을 흥행하였다.  자신의 대통령직 동안 국민들의 소득은 정통적으로 증가하였다.
그의 가장 큰 도전은 상승하는 원유의 가격에 의하여 일으켜진 지구촌 경제 위기였다.  1976년 그는 총리로서 레몽 바르를 임명하였다.  바르는 인플레이션을 조절하고 경제를 후원하는 데 엄격한 경제 계획을 소개하였다.
지스카르 데스탱은 이전의 대통령들보다 더욱 접근하기 쉽게 보이는 데 노력했다.  그는 지하철을 타고 평범한 시민들과 함께 저녁 식사를 했다.  하지만 그는 이후에 더욱 멀어지고 어떤 비평가들은 그가 모든 국민들로부터 너무 멀리 제거되었다고 말했다.
그는 드골주의 정당을 이끈 자크 시라크로부터 정치적 경쟁을 향했다.  이 대립 관계는 시라크를 1976년 총리로서 사임하는 것으로 이끌었다.  그러고나서 지스카르 데스탱은 자신 소유의 중도우파 정당 프랑스 민주연합 (UDF)를 형성하였다.

### 외교 관계

1978년 본에서 열린 G7 정상 회의에서 (앞줄 왼쪽에서 두번째가 지스카르 데스탱)

지스카르 데스탱은 서독의 헬무트 슈미트 총리와 가까운 친구였다.  그들은 함께 정규적 회의들을 여는 데 유럽의 국가들에 용기를 주었다.  그들은 또한 유럽의 통화들을 안정화시키는 것을 목표로 삼았던 유럽통화제도를 창조하는 도움을 주었다.
1975년 그는 랑부예에서 열린 정상 회의로 주요 경제대국들로부터 지도자들을 초청하였다.  이 회의는 선진국들의 그룹 G7의 형성으로 이끌었다.

#### 프랑스와 아프리카
지스카르 데스탱은 아프리카의 국가들과 좋은 관계들을 유지하는 프랑스의 정책을 지속하였다.  세네갈, 코트디부아르, 가봉과 카메룬 같은 국가들은 중요한 동맹국들이었다.  1977년 그는 게릴라들에 싸우는 도움을 주는 데 모리타니로 프랑스 공군기들을 보냈다.
중앙아프리카 공화국의 지도자 장베델 보카사와 그의 연루는 논쟁적이었다.  시초적으로 지스카르 데스탱은 보카사와 친했다.  하지만 보카사의 정부가 인기없게 되면서 지스카르 데스탱은 자신을 멀리했다.  1979년 프랑스군은 보카사를 권력으로부터 제거하는 도움을 주었다.  이 활동은 특히 새로운 지도자 다비드 다코가 보카사의 사촌이었던 이래 토론되었다.
"다이아몬드 사건"으로 불린 정치적 문제가 또한 일어났다.  1973년 자신이 재무장관이었던 동안 지스카르 데스탱은 보카사로부터 다이아몬드를 받았다.  이 이야기는 그의 대통령직 동안 공개되었다.  지스카르 데스탱은 자신이 다이아몬드를 팔고 돈을 자선 단체에 주었다고 진술하였다.  이 사건은 1981년 선거에서 그의 패배로 공헌하였다.

#### 소련과 관계
지스카르 데스탱은 소련-아프가니스탄 전쟁이 일어난 동안 평화의 중재자로서 활동하려고 했다.  1980년 그는 소련의 지도자 레오니트 브레즈네프와 만났다.  그는 아프가니스탄으로부터 소련군의 부분 철수를 준비하고 싶었다.  그러나 그의 노력들은 성공하지 못했고 자신의 접근으로 비판을 향했다.

### 1981년 대통령 선거
1981년 프랑스 대통령 선거에서 지스카르 데스탱은 힘든 도전을 향했다.  그의 전 총리 자크 시라크도 또한 첫 라운드에서 그를 상대로 출마하였다.  시라크는 3위로 오고 최종 라운드에서 지스카르 데스탱을 강하게 지지하지 않았다.
지스카르 데스탱은 근소한 차이로 프랑수아 미테랑에게 패하였다.  그는 이후에 자신의 패배를 시라크에게 핑계를 대었다.  많은 세월 동안 지스카르 데스탱이 시라크를 매우 싫어한다는 사실이 알려졌다.

## 대통령직 이후

### 정계 복귀:1984년-2004년

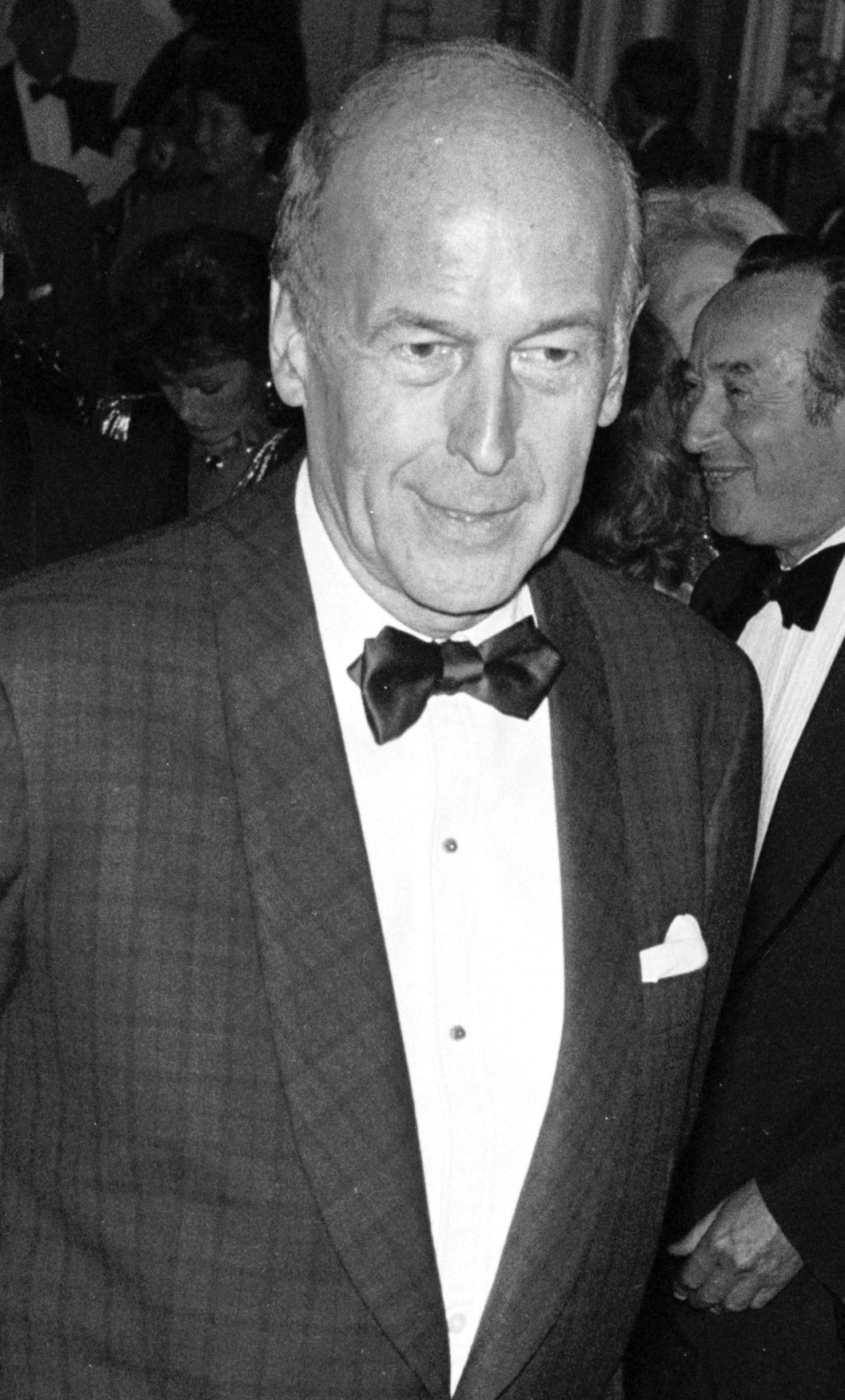
1986년의 지스카르 데스탱

대통령직을 패한 후, 지스카르 데스탱은 정치로부터 휴식을 취했다.  1984년 그는 프랑스 하원으로 재선되었다.  그는 또한 오브르뉴를 위한 지역 의회 의장이 되었다.  그는 1997년부터 2004년까지 유럽 지방 자치 의회를 지도하였다.
그는 또한 자신의 친구이자 전직 미국의 대통령 제럴드 포드와 함께 해마다의 AEI 세계 포럼을 창조하는 도움을 주었다.  그는 국제 문제들에 관하여 쓰는 삼극위원회와 함께 일했다.
그는 다시 총리가 되기를 바랬으나 선택되지 않았다.  1988년 프랑스 대통령 선거에서 2명의 우익 후보들 중 아무도 공개적으로 지지하지 않았다.
1988년부터 1996년까지 그는 프랑스 민주연합을 지도하였다.  1995년 프랑스 대통령 선거에서 그는 선거를 승리한 자신의 옛 라이벌 시라크를 지지하였다.  동년에 지스카르 데스탱은 클레르몽페랑의 시장을 위하여 선거를 좁게 패하였다.
2000년 그는 대통령의 기간을 7년에서 5년으로 줄이는 것을 제안하였다.  이 변화는 이후에 공개 투표에 의하여 찬성되었다.  그의 아들 루이는 프랑스 하원에서 그의 전직 의석으로 선출되었다.

### 이후의 세월:2004년-2020년

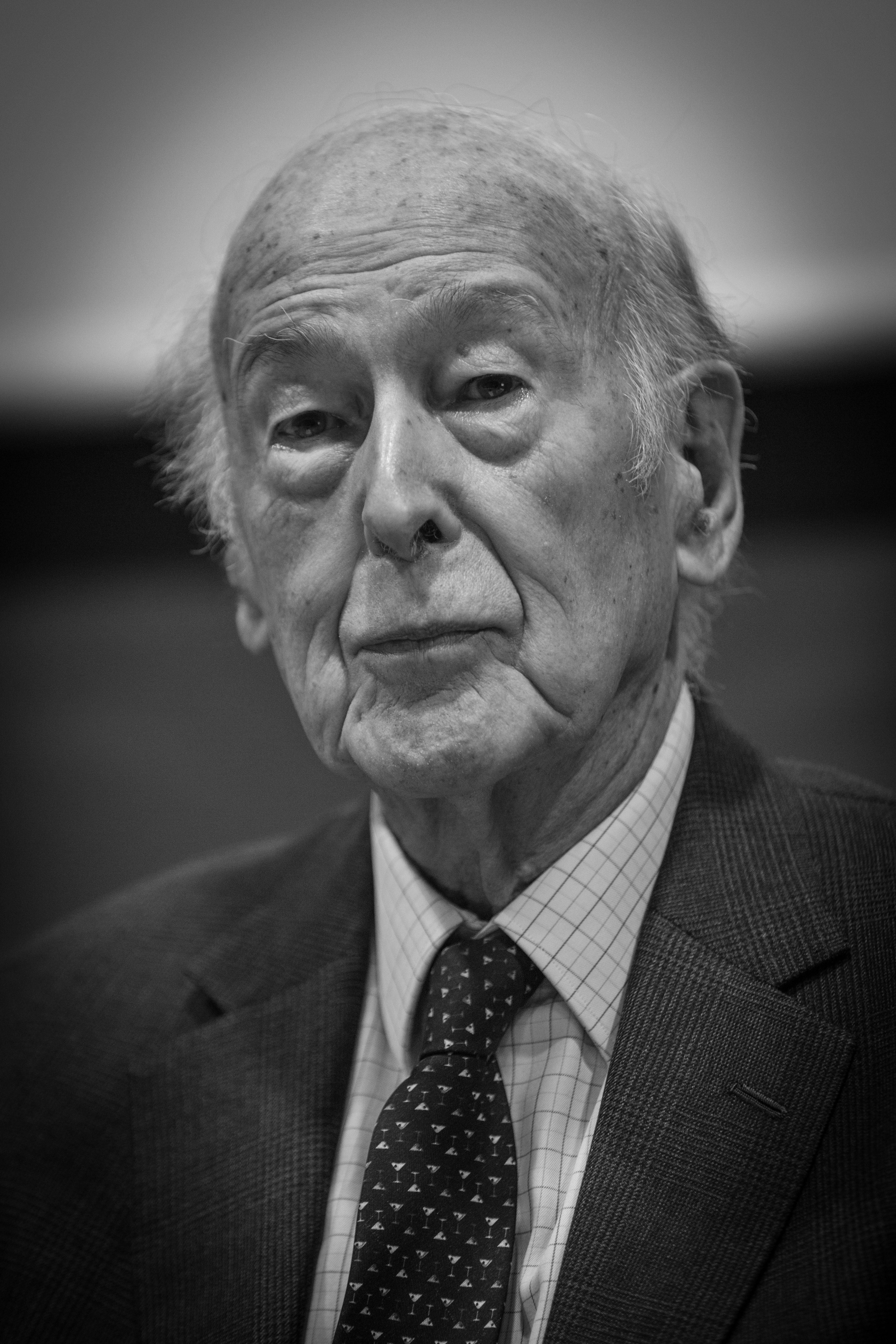
2015년의 모습

2003년 지스카르 데스탱은 프랑스의 명문 기관 아카데미 프랑세즈의 회원이 되었다.
2004년 지방 선거에서 패한 후, 그는 정당 정치를 떠나기로 결정하였다.  그는 전직 대통령들의 역할 헌법평의회에 자신의 의석을 차지하였다.  어떤이들는 그가 유럽 헌법을 위하여 캠페인을 벌이면서 거기서 그의 활동들을 비판하였다.
2007년 그는 대통령을 위하여 니콜라 사르코지를 지지하였다.  그는 또한 2012년 새로운 중도주의 정당의 창조를 후원하였다.  2013년 그는 프랑스에서 동성결혼의 소개를 후원하였다.  2014년 여론 조사는 프랑스 국민의 64 퍼센트가 지스카르 데스탱이 좋은 대통령이었다고 생각했다는 것을 보여주었다.  그는 어쩌다 멀리 떨어져 있었어도 정직하고 실력이 있던 것으로 보였다.
2017년 1월 22일 그는 프랑스 역사상 최장수 전직 대통령이 되었다.

## 유럽의 통합을 위하여
자신의 경력을 통하여 지스카르 데스탱은 유럽 경제 공동체 (오늘날 유럽 연합) 안에서 유럽의 통합을 더욱 지지하였다.
1989년부터 1993년까지 지스카르 데스탱은 유럽 의회 의원이었으며 또한 거기서 자유주의 정치 그룹을 지도하였다.
2001년부터 2004년까지 그는 미래에 관한 유럽 협약을 지도하였다.  이 그룹은 유럽 헌법의 초안을 작성하였다.  2005년 프랑스의 투표인들이 헌법을 거절했더도 지스카르 데스탱은 다른 유럽 연합의 회원국들에서 그것을 지속적으로 흥행하였다.
2008년 그는 리스본 조약에 관한 기사를 써 그것들에 대해 완전히 공개하지 않고도 유럽의 변화를 위하여 대중의 승인을 얻으려고 시도하는 것에 대해 경고하였다.
2008년 그는 아토미움-EISMD의 명예 회장이 되었다.  2009년 그는 아토미움 문화 영구 플랫폼을 출시하였으며 유럽의 지능이 유럽의 국민들의 정체성을 규제하는 도움을 줄 수 있었다는 것을 믿었다.

## 개앤 생활
프랑스의 대중매체는 가끔 지스카르 데스탱을 "VGE"로 불렀다.  그는 또한 자신이 단 하나의 장수 전직 대통령이었을 때 "l'Ex" (전직)으로도 알려졌다.
1952년 12월 17일 그는 안느에몬 소바주 드 브랑트에게 결혼하여 4명의 자녀를 두었다.

### 에스탱 성

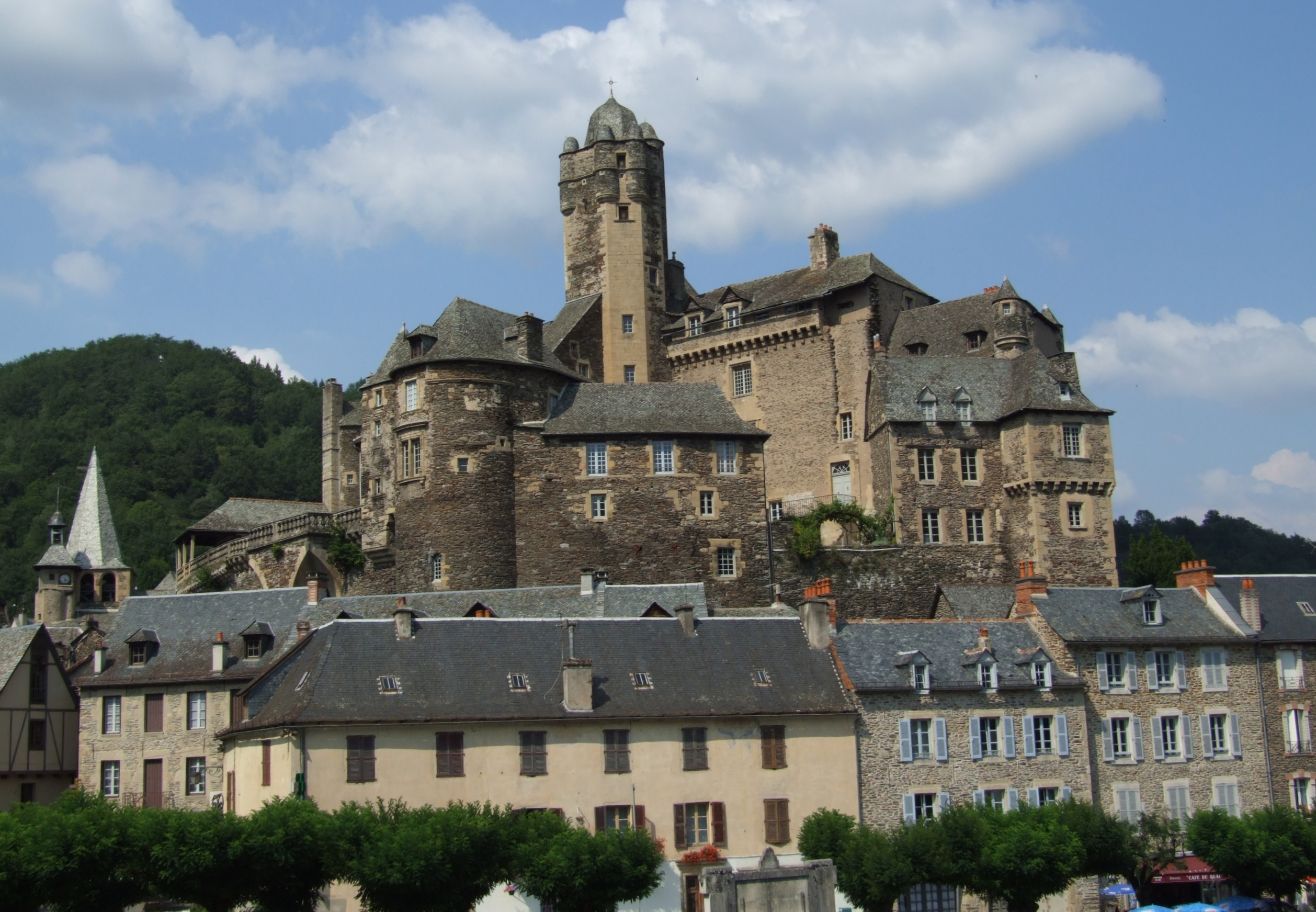
에스탱 성 (2007년)

2005년 발레리와 그의 동생은 에스탱 성을 매입하였다.  이 성은 한번 데스탱 가문에서 온 유명한 제독에게 속했다.  형제는 거기서 살 것이 아닌 그 역사적 의미를 위하여 그것을 매입하였다.  그들은 그것은 역사를 지지하는 활동이었다고 말했다.  하지만 어떤 신문들은 그들의 이유들을 의문하였다.  이후에 성은 2008년에 팔렸고 이제 발레리 지스카르 데스탱 재단에 의하여 소유되었다.

### 2009년 소설
지스카르 데스탱은 〈왕자와 대통령〉으로 불린 낭만적 소설을 저서하였으며 2009년 10월 1일 프랑스에서 출판하였다.

## 질병과 사망

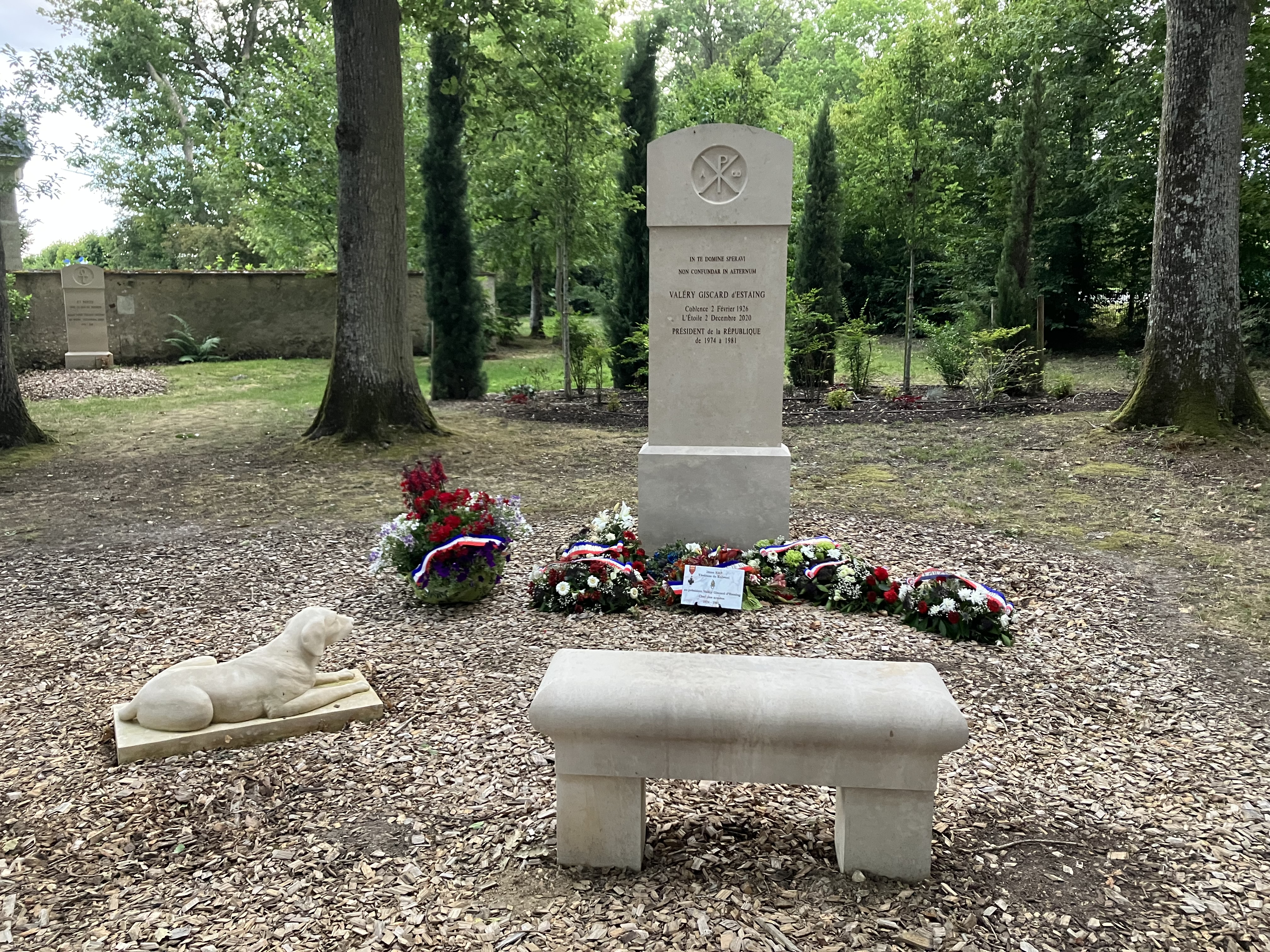
오통에 있는 지스카르 데스탱의 묘비

2020년 9월 14일 지스카르 데스탱은 호흡 문제들로 파리에서 입원하였다.  그는 폐 감염에 의하여 진단되었다.  11월에 다시 입원했으나 며칠 후에 퇴원하였다.
그해 12월 2일 94세의 나이로 세계로 퍼진 코로나19 범유행으로 사망하였다.  그의 가족은 그의 장례식이 비공개로 진행될 예정될 것이라고 진술하였고 그는 12월 5일 대략 40명이 참석하면서 오통에 안장되었다.
에마뉘엘 마크롱 대통령은 지스카르 데스탱을 "국가의 봉사자"이자 "진보와 자유의 정치인"으로서 묘사하였다.  마크롱은 12월 9일에 그를 위한 애도의 날을 선언하였다.  전직 대통령들과 유럽의 공무원들을 포함한 많은 지도자들은 프랑스를 근대화시키고 유럽 연합을 강화하는 데 그의 노력들을 칭송하였다.

## 유산
지스카르 데스탱은 프랑스를 근대화시키고 유럽 연합을 튼튼히 한 지도자로서 기억되엇다.  그는 투표 나이를 낮추고 공동의 동의에 의하여 이혼을 허용하는 등 많은 사회 개혁들을 소개하였다.  그는 TGV 고속 철도 네트워크와 원자력 같은 새로운 기술들을 후원하였다.
자신의 목적들에 불구하고 그는 자신의 기간 동안 주로 상승하는 원유 가격들 때문에 주요 경제 위기를 향했다.  외교 정책에서 헬무트 슈미트 서독 총리와 그의 가까운 우정은 주목할 만했다.  그들은 함께 더욱 가까이 일하는 데 유럽의 국가들에 용기를 주었고 유럽통화제도와 G7 같은 새로운 조직들을 창조하였다.
2022년 12월 부인 안느에몬 여사는 그의 어떤 예술품과 가구를 팔았다.

## 수상과 표창

### 프랑스의 영예
- 레지옹 도뇌르 그랑크루아 훈장
- 오르드르 나티오날 뒤 메리트 그랑크루아 훈장
- 전쟁 십자가 훈장

### 유럽의 영예
- 카롤루스 대제상 (2003년)
- 몰타 기사단

### 국제적 영예
- 바레인 알 할리파 기사단 대수장
- 브라질 남십자성 기사단 대수장
- 덴마크 엘레판트 훈장
- 이집트 나일 훈장
- 서독 독일연방공화국 공로장 대십자상
- 이란 팔라비 훈장
- 이탈리아 이탈리아 공화국 공로장 대십자 기사
- 룩셈부르크 나사우가 황금 사자 서훈 기사
- 모로코 무함마드 대수장 훈장
- 영국 바스 훈장 명예 대십자 기사
- 미국 동성훈장

## 역대 선거 결과
| 선거명      | 직책명                      | 대수 | 정당                       | 1차 득표율 | 1차 득표수  | 2차 득표율 | 2차 득표수   | 결과         | 당락                    |
| ----------- | --------------------------- | ---- | -------------------------- | ---------- | ----------- | ---------- | ------------ | ------------ | ----------------------- |
| 1958년 선거 | 하원의원 (퓌드돔 제2선거구) | 1대  | 소상공인과 농민의 국민중심 | 55.44%     | 25,067표    |            |              | 1위          | 퓌드돔 주 하원의원 당선 |
| 1962년 선거 | 하원의원 (퓌드돔 제2선거구) | 2대  | 독립공화당                 | 57.60%     | 24,404표    |            |              | 1위          | 퓌드돔 주 하원의원 당선 |
| 1967년 선거 | 하원의원 (퓌드돔 제2선거구) | 3대  | 독립공화당                 | 56.58%     | 29,695표    |            |              | 1위          | 퓌드돔 주 하원의원 당선 |
| 1968년 선거 | 하원의원 (퓌드돔 제2선거구) | 4대  | 독립공화당                 | 61.37%     | 32,482표    |            |              | 1위          | 퓌드돔 주 하원의원 당선 |
| 1973년 선거 | 하원의원 (퓌드돔 제2선거구) | 5대  | 독립공화당                 | 50.38%     | 27,826표    |            |              | 1위          | 퓌드돔 주 하원의원 당선 |
| 1974년 선거 | 대통령                      | 20대 | 독립공화당                 | 32.60%     | 8,326,774표 | 50.81%     | 13,396,203표 | 1위          |                         |
| 1981년 선거 | 대통령                      | 21대 | 프랑스 민주연합            | 28.32%     | 8,222,432표 | 48.24%     | 14,642,306표 | 2위          | 낙선                    |
| 1984년 선거 | 하원의원 (퓌드돔 제2선거구) | 7대  | 프랑스 민주연합            | 63.24%     | -표         |            |              | 1위          | 퓌드돔 주 하원의원 당선 |
| 1986년 선거 | 하원의원 (퓌드돔 선거구)    | 8대  | 프랑스 민주연합            | 47.24%     | 144,975표   |            |              | 1위·         | 퓌드돔 주 하원의원 당선 |
| 1986년 선거 | 오베르뉴론알프 시장         | 4대  | 프랑스 민주연합            | 46.52%     | 338,018표   |            |              | 1위          | 오베르뉴 시장 당선      |
| 1988년 선거 | 하원의원 (퓌드돔 제3선거구) | 9대  | 프랑스 민주연합            | 58.64%     | 26,585표    |            |              | 1위          | 퓌드돔 주 하원의원 당선 |
| 1989년 선거 | 유럽의원 (프랑스 선거구)    | 3대  | 프랑스 민주연합            | 28.88%     | 5,242,038표 |            |              | 비례대표 1번 | 프랑스 유럽의원 당선    |
| 1992년 선거 | 오베르뉴론알프 시장         | 4대  | 프랑스 민주연합            | 42.64%     | 273,000표   |            |              | 1위          | 오베르뉴 시장 당선      |
| 1993년 선거 | 하원의원 (퓌드돔 제3선거구) | 10대 | 프랑스 민주연합            | 54.76%     | 25,228표    |            |              | 1위          | 퓌드돔 주 하원의원 당선 |
| 1997년 선거 | 하원의원 (퓌드돔 제3선거구) | 11대 | 프랑스 민주연합            | 34.64%     | 15,542표    | 53.80%     | 25,147표     | 1위          | 퓌드돔 주 하원의원 당선 |
| 1998년 선거 | 오베르뉴론알프 시장         | 4대  | 프랑스 민주연합            | 40.00%     | 228,270표   |            |              | 1위          | 오베르뉴 시장 당선      |
| 2004년 선거 | 오베르뉴론알프 시장         | 5대  | 대중운동연합               | 36.39%     | 215,921표   | 47.33%     | 299,483표    | 2위          | 낙선                    |